# Municipio de Trosa
Trosa (en sueco: Trosa kommun) es un municipio en la provincia de Södermanland, al sureste de Suecia. Su sede se encuentra en la localidad de Trosa. El municipio actual se creó en 1992, cuando el municipio de Nyköping, del que Trosa había formado parte desde 1974, se dividió en tres partes..

## Localidades
Hay 5 áreas urbanas (tätort) en el municipio:
| # | Tätort      | Población |
| - | ----------- | --------- |
| 1 | Trosa       | 6 260     |
| 2 | Vagnhärad   | 3 632     |
| 3 | Sund        | 406       |
| 4 | Västerljung | 362       |
| 5 | Öbolandet   | 327       |